# Kościół Temppeliaukio
Kościół Temppeliaukio, Skalny Kościół (fiń. Temppeliaukion kirkko, szw. Tempelplatsens kyrka) – nowoczesny kościół położony w helsińskiej dzielnicy Töölö przy ulicy Lutherinkatu 3. Zaprojektowany przez braci Timo i Tuomo Suomalainen, zbudowany w 1969 należy do najpopularniejszych obiektów architektonicznych Finlandii, nie tylko wśród budowli nowoczesnych ale i historycznych.

## Historia
Architekci, bracia Timo (ur. 1928) i Tuomo (1931–1988) Suomalainen wygrali w latach 1960–61 otwarty konkurs na projekt architektoniczny Kościoła Temppeliaukio. W latach 30. XX w. zorganizowano dwa konkursy architektoniczne na ten sam kościół, oba niezrealizowane. W pierwszym z nich, odbywającym się w latach 1932–33 wziął udział architekt Pauli E. Blomstedt (1900–1935), ale bez powodzenia. Podobieństwo między jego projektem a późniejszym projektem Timo i Tuomo Suomalainen stało się przedmiotem roszczeń i insynuacji. W projektach tych jednak zarówno ogólny zamysł jak i całościowa koncepcja artystyczna są zupełnie różne a tylko kościół braci Suomalainen jest wydrążony w skale.
Bracia Suomalainen postanowili tak zaprojektować kościół, aby zachować skalisty charakter miejsca, w którym miał on stanąć. Obaj urodzili się i mieszkali aż do początku II wojny światowej na małej wyspie Suursaari, położonej pośrodku Zatoki Fińskiej. Elementem krajobrazu wyspy były, oprócz białych piaszczystych plaż, pagórki, przepaście i szczeliny, jaskinie, wąwozy, głazy i kamienne pola, co miało, według słów Timo, podświadomy wpływ na ich koncepcje architektoniczne. Zanim bracia rozpoczęli projektowanie Kościoła Temppeliaukio, wykonali prace planistyczne dla Ministerstwa Obrony Narodowej, dzięki czemu zapoznali się ze skałą jako surowcem budowlanym.
Kiedy ogłoszono wyniki konkursu, projekt braci Suomalainen został przyjęty w gazetach na ogół pozytywnie. Jednak przekształcenie skały w kościół zajęło dziewięć lat. Atmosfera lat 60. XX w. w Finlandii charakteryzowała się postawami antykościelnymi i lewicowym radykalizmem a propaganda prasowa przez lata dyskredytowała budowę kościoła. Projekt świątyni, który miał równowartość średniej wielkości budynku szkolnego, został opisany jako kolosalna inwestycja. Koledzy architektów uniemożliwili uzyskanie standardowego pozwolenia na budowę. Ostatecznie budowa rozpoczęła się w lutym 1968 a 28 września 1969 kościół został konsekrowany. Negatywne głosy ucichły a sam obiekt zaczął cieszyć się dużym zainteresowaniem zwiedzających, którzy uczestniczyli w wielu odbywających się w nim imprezach. Ze względu na doskonałą akustykę wnętrza kościół był wykorzystywany jako sala koncertowa. Szybko też stał się przedmiotem wielu zagranicznych publikacji poświęconych architekturze.

## Architektura

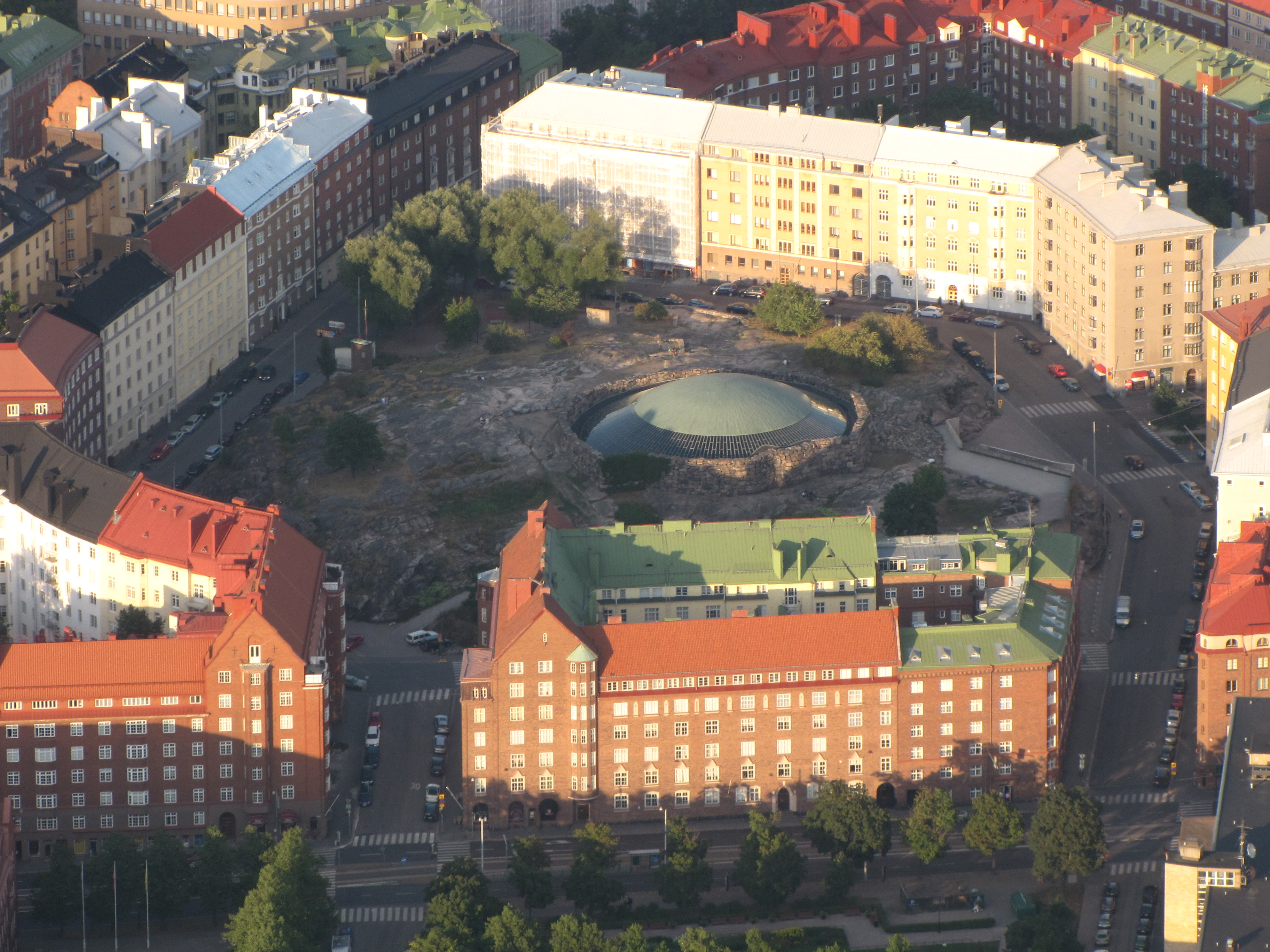
Widok ogólny

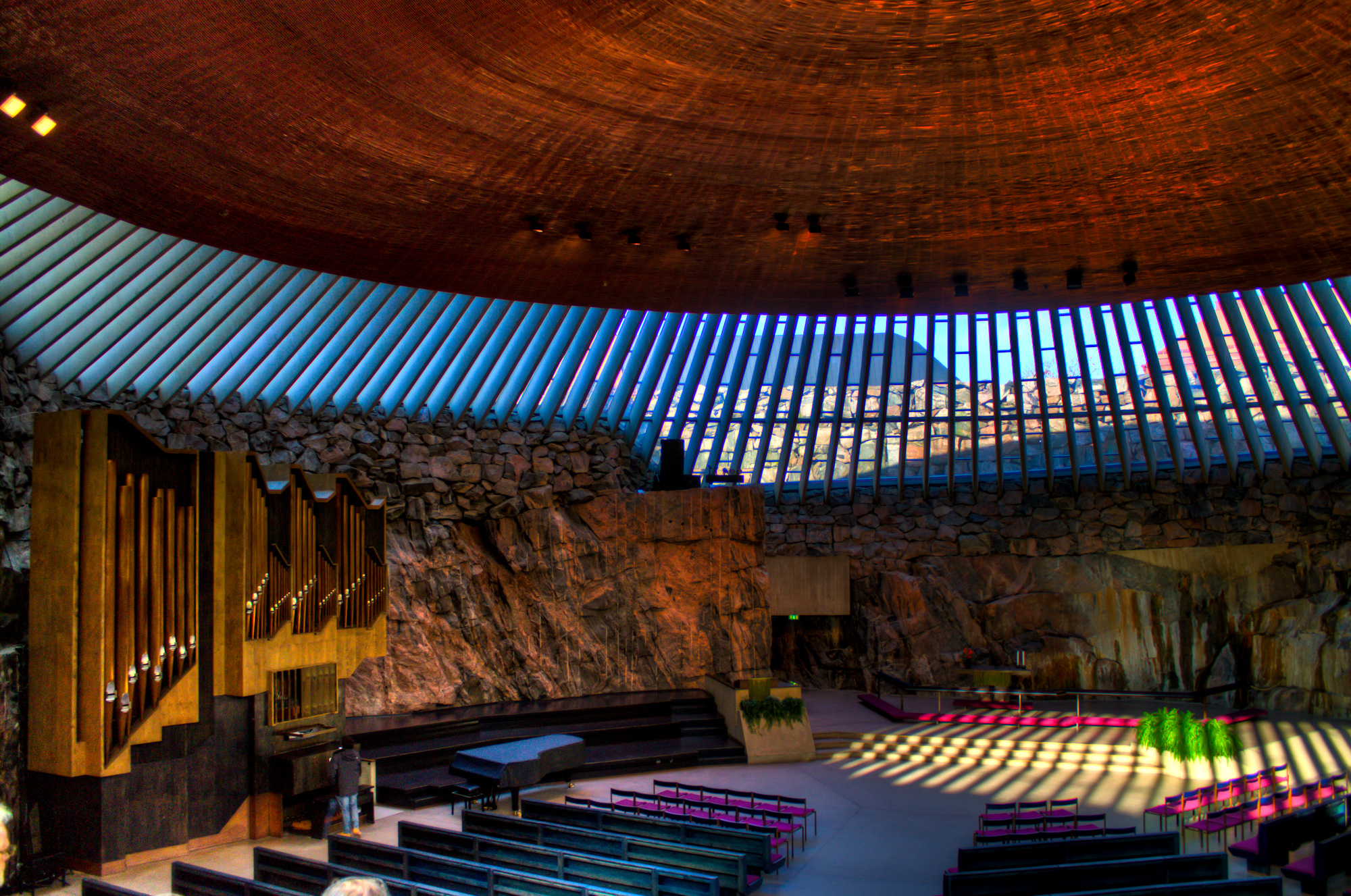
Wnętrze kościoła

Podziemny kościół został zbudowany wewnątrz masywnych, granitowych skał, pośrodku zwykłego placu. Kształt zewnętrzny kościoła przypomina grób korytarzowy Newgrange w Irlandii. Na zewnątrz widoczna jest jedynie miedziana kopuła wystająca spoza kamiennych bloków. Wnętrze kościoła ma kształt owalny i jest zamknięte nagimi skalnymi ścianami. Sklepienie to ogromny dysk wykonany z miedzianego drutu. Wnętrze jest oświetlane światłem naturalnym wpadającym poprzez 180 szklanych paneli umieszczonych koncentrycznie pomiędzy kopułą a ścianami świątyni. Z potężnej galerii w kolorze miedzi roztacza się imponujący widok na wnętrze budowli.

## Dane kościoła
- Całkowita objętość – 13 760 m³[2]
- Średnica – 24 m
- Koszt budowy – 3,85 mln marek fińskich (1969)
- 750 miejsc siedzących